# Snežna gos
Snežna gos (znanstveno ime Anser caerulescens) je severnoameriška vrsta gosi. 
Zraste do 80 cm in teže 3 kg. Ime je dobila po pretežno beli operjenosti.
Taksonomi so snežno in še dve drugi vrsti »belih« gosi nekoč uvrščali v lasten rod Chen, sodobna filogenetska analiza pa je pokazala, da spada med ostale gosi iz rodu Anser.